# SS Gaelic (1872)
SS Gaelic foi um navio a vapor da White Star Line, construído pelo estaleiro Harland and Wolff, em Belfast.

## História
Gaelic foi construído originalmente para a J.J. Bibby Company, em Liverpool, junto com seu navio irmão SS Belgic. No entanto, o navio foi adquirido pela White Star Line ainda em construção, destinado a navegar pela América do Sul. Seu lançamento ocorreu no dia 21 de setembro de 1872. Após sua conclusão em janeiro do ano seguinte, ele fez sua viagem inaugural de Liverpool a Valparaíso no dia 29 de janeiro. No entanto, a White Star Line decidiu alterar a viagem, navegando de Liverpool para Nova Iorque. Gaelic realizou oito viagens posteriores nesta nova rota.
Ao fazer uma travessia no dia 15 de janeiro de 1874, ele fez uma assistência ao navio SS Celtic da própria White Star Line, após perder suas pás da hélice no Mar da Irlanda. Ele rebocou o Celtic, parando em Queenstown. A partir do dia 3 de junho até 2 de novembro de 1874, ele fez quatro viagens de Londres a Nova Iorque, retornando ao seu funcionamento normal no dia 24 de dezembro do mesmo ano.
Após o SS Britannic e SS Germanic entrarem em serviço em 1874 e 1875, eles foram os maiores e mais rápidos navios da White Star Line. No dia 29 de maio de 1875, Gaelic, junto com seu navio irmão SS Belgic, foram fretados pela Occidental and Oriental Steamship Company, realizando rotas no Oceano Pacífico. Ele navegou entre São Francisco a Hong Kong, sendo danificado em uma tempestade no dia 20 de novembro, danificando sua casa do leme. No dia 11 de maio de 1883, Gaelic foi colocado no porto de Hankou, após perder seu eixo da hélice.
Ele foi vendido mais tarde naquele ano, juntamente com o SS Belgic para a Cia. de Navigacion la Flecha, em Bilbao, que o renomeou de SS Hugo. Após encalhar em Terschelling, na Holanda no dia 24 de setembro de 1896, foi declarado que o navio deu perda total. Depois do desencalhe, ele foi vendido para sucata no dia 9 de dezembro de 1896, sendo rebocado para Amesterdão, onde foi desmontado.